# Fritz Heider
Fritz Heider, avstrijski psiholog, * 19. februar 1896, Dunaj, Avstrija, † 2. januar 1988, Lawrence, Kansas, ZDA.
Poznan je predvsem po svoji atribucijski teoriji.